# European Championships 2022/Teilnehmer (World Triathlon)
| Gelbes Symbol für Goldmedaillen mit stilisierten Olympischen Ringen | Graues Symbol für Silbermedaillen mit stilisierten Olympischen Ringen | Braundes Symbol für Bronzemedaillen mit stilisierten Olympischen Ringen |
| ------------------------------------------------------------------- | --------------------------------------------------------------------- | ----------------------------------------------------------------------- |
| —                                                                   | —                                                                     | —                                                                       |

Jeanne Lehair, eine in Frankreich geborene Triathletin, die ab 2022 für Luxemburg startet und sich zum Zeitpunkt der Wettbewerbe im Wechsel-Prozess befand, nahm unter neutraler Flagge des internationalen Dachverbandes World Triathlon an den European Championships 2022 in München teil. Sie wurde Vorletzte im Triathlon der Frauen.

## Teilnehmer nach Sportarten

### Triathlon
| Athleten      | Wettbewerb | Zeit      | Rang |
| ------------- | ---------- | --------- | ---- |
| Frauen        |            |           |      |
| Jeanne Lehair | Einzel     | 2:03:49 h | 40   |